# Zonovan Knight
Zonovan Knight (Bailey, 11 aprile 2001) è un giocatore di football americano statunitense che milita nel ruolo di running back per i Detroit Lions della National Football League (NFL).

## Carriera

### New York Jets
Al college Knight giocò a football all'Università statale della Carolina. Dopo non essere stato scelto nel Draft NFL 2022 firmò con i New York Jets il 6 maggio 2022. Il 30 agosto fu annunciato che sarebbe entrato nei 53 uomini del roster per l'inizio della stagione regolare. Il 5 settembre fu svincolato ma rifirmò per la squadra di allenamento il giorno successivo. Il 25 ottobre fu promosso nel roster attivo dopo l'infortunio dell'altro running back rookie Breece Hall. Knight debuttò il 27 novembre contro i Chicago Bears, dove stabilì un record di franchigia per un giocatore al debutto con 103 yard dalla linea di scrimmage, incluse 69 yard corse. Nel 14º turno fu premiato come rookie della settimana dopo avere corso 71 yard e il suo primo touchdown contro i Buffalo Bills.

### Detroit Lions
Il 30 agosto 2023 Knight firmò con la squadra di allenamento dei Detroit Lions.

## Palmarès
- Rookie della settimana: 1

14ª del 2022